# Peru nos Jogos Olímpicos de Verão de 2024
Peru competiu nos Jogos Olímpicos de Verão de 2024 em Paris, de 26 de julho a 11 de agosto de 2024. Desde a estreia oficial do país em 1936, atletas peruanos apareceram em todas as edições dos Jogos Olímpicos de Verão, com exceção de Helsinque 1952.
Stefano Peschiera conquistou a medalha de bronze na classe Laser da vela, a única da delegação nos Jogos e a primeira medalha de um atleta peruano desde 1992.

## Medalhas
| Atleta            | Esporte | Evento | Medalha |
| ----------------- | ------- | ------ | ------- |
| Stefano Peschiera | Vela    | Laser  | Bronze  |

## Competidores
Abaixo está a lista do número de competidores nos Jogos.
| Esporte   | Masculino | Feminino | Total |
| --------- | --------- | -------- | ----- |
| Atletismo | 3         | 6        | 9     |
| Badminton | 0         | 1        | 1     |
| Esgrima   | 0         | 1        | 1     |
| Judô      | 1         | 0        | 1     |
| Natação   | 1         | 2        | 3     |
| Remo      | 0         | 3        | 3     |
| Surfe     | 2         | 1        | 3     |
| Tiro      | 1         | 1        | 2     |
| Vela      | 1         | 2        | 3     |
| Total     | 9         | 17       | 26    |

## Desempenho

### Atletismo
Os atletas peruanos de atletismo alcançaram os padrões de entrada para Paris 2024, seja pela ultrapassagem da marca classificatória direta (ou tempo para corridas de atletismo) ou pelo ranking mundial, nas seguintes provas (máximo de 3 atletas cada):
- Q = Qualificado para a próxima fase
- q = Qualificado para a próxima fase como o perdedor mais rápido ou, em eventos de campo, pela posição sem atingir o alvo para qualificação
- NR = Recorde nacional
- N/A = Fase não aplicável para o evento
- Bye = Atleta não precisou disputar aquela fase

Eventos de pista e estrada
| Atleta                          | Evento                               | Baterias  | Baterias | Repescagem | Repescagem | Semifinal | Semifinal | Final     | Final |
| Atleta                          | Evento                               | Resultado | Pos.     | Resultado  | Pos.       | Resultado | Pos.      | Resultado | Pos.  |
| ------------------------------- | ------------------------------------ | --------- | -------- | ---------- | ---------- | --------- | --------- | --------- | ----- |
| Cristhian Pacheco               | Maratona masculina                   | —         | —        | —          | —          | —         | —         | DNF       | DNF   |
| Luis Henry Campos               | 20 km marcha atlética masculina      | —         | —        | —          | —          | —         | —         | 1:22:00   | 26    |
| César Rodríguez                 | 20 km marcha atlética masculina      | —         | —        | —          | —          | —         | —         | DNF       | DNF   |
| Luz Mery Rojas                  | Maratona feminina                    | —         | —        | —          | —          | —         | —         | 2:37:24   | 62    |
| Gladys Tejeda                   | Maratona feminina                    | —         | —        | —          | —          | —         | —         | 2:35:36   | 56    |
| Thalia Valdivia                 | Maratona feminina                    | —         | —        | —          | —          | —         | —         | 2:29:01   | 18    |
| Mary Luz Andía                  | 20 km marcha atlética feminina       | —         | —        | —          | —          | —         | —         | 1:29:24   | 12    |
| Kimberly García                 | 20 km marcha atlética feminina       | —         | —        | —          | —          | —         | —         | 1:30:10   | 16    |
| Evelyn Inga                     | 20 km marcha atlética feminina       | —         | —        | —          | —          | —         | —         | 1:28:16   | 8     |
| César Rodríguez Kimberly García | Revezamento misto da marcha atlética | —         | —        | —          | —          | —         | —         | 2:51:56   | 4     |

### Badminton
O Peru inscreveu um jogador de badminton no torneio olímpico com base no ranking da BWF "Race to Paris".
| Atleta        | Evento           | Fase de grupos       | Fase de grupos       | Fase de grupos | Eliminação           | Quartas              | Semifinal            | Final / DB           | Final / DB |
| Atleta        | Evento           | Adversário Resultado | Adversário Resultado | Pos.           | Adversário Resultado | Adversário Resultado | Adversário Resultado | Adversário Resultado | Pos.       |
| ------------- | ---------------- | -------------------- | -------------------- | -------------- | -------------------- | -------------------- | -------------------- | -------------------- | ---------- |
| Inés Castillo | Simples feminino | TUR N Arın D 0–2     | JPN A Ohori D 0–2    | 3              | Não avançou          | Não avançou          | Não avançou          | Não avançou          | =27        |

### Esgrima
O Peru qualificou uma esgrimista para os Jogos Olímpicos de Verão de 2024 por meio do Torneio Zonal Panamericano de Qualificação Olímpica de 2024, realizado em San José, Costa Rica.
| Atleta           | Evento                     | Primeira fase         | Segunda fase         | Oitavas              | Quartas              | Semifinal            | Final / DB           | Final / DB |
| Atleta           | Evento                     | Adversário Resultado  | Adversário Resultado | Adversário Resultado | Adversário Resultado | Adversário Resultado | Adversário Resultado | Pos.       |
| ---------------- | -------------------------- | --------------------- | -------------------- | -------------------- | -------------------- | -------------------- | -------------------- | ---------- |
| María Luisa Doig | Espada individual feminino | SGP K Tikanah D 14–15 | Não avançou          | Não avançou          | Não avançou          | Não avançou          | Não avançou          | 33         |

### Judô
O Peru classificou um judoca para a categoria de peso seguinte nos Jogos. Juan Postigos (meio-leve masculino, 66 kg) se classificou por cota continental com base na classificação de pontos olímpicos.
| Atleta        | Evento              | Primeira fase        | Segunda fase         | Oitavas              | Quartas              | Semifinais           | Repescagem           | Final / DB           | Final / DB |
| Atleta        | Evento              | Adversário Resultado | Adversário Resultado | Adversário Resultado | Adversário Resultado | Adversário Resultado | Adversário Resultado | Adversário Resultado | Pos.       |
| ------------- | ------------------- | -------------------- | -------------------- | -------------------- | -------------------- | -------------------- | -------------------- | -------------------- | ---------- |
| Juan Postigos | Até 66 kg masculino | —                    | ITA M Piras D 00–10  | Não avançou          | Não avançou          | Não avançou          | Não avançou          | Não avançou          | =17        |

### Natação
O Peru classificou três nadadores; uma na maratona feminina de natação de 10 km, depois que a World Aquatics anunciou a realocação de uma vaga na maratona feminina de 10 km; e duas vagas de cota de universalidade. Joaquín Vargas (400 metros livres masculino) e McKenna DeBever (200 metros medley feminino) receberam as vagas de universalidade.
| Atleta              | Evento                | Bateria | Bateria | Semifinal   | Semifinal   | Final       | Final       |
| Atleta              | Evento                | Tempo   | Pos.    | Tempo       | Pos.        | Tempo       | Pos.        |
| ------------------- | --------------------- | ------- | ------- | ----------- | ----------- | ----------- | ----------- |
| Joaquín Vargas      | 400 m livre masculino | 3:54.59 | 29      | —           | —           | Não avançou | Não avançou |
| McKenna DeBever     | 200 m medley feminino | 2:17.61 | 29      | Não avançou | Não avançou | Não avançou | Não avançou |
| María Bramont-Arias | 10 km feminino        | —       | —       | —           | —           | 2:12:44.7   | 21          |

### Remo
Os remadores peruanos qualificaram dois barcos, um no simples feminino e outro no duplo peso leve, por meio da Regata de Qualificação das Américas de 2024, no Rio de Janeiro, Brasil.
Feminino
| Atleta                            | Evento           | Baterias | Baterias | Repescagem | Repescagem | Quartas | Quartas | Semifinais    | Semifinais    | Final   | Final |
| Atleta                            | Evento           | Tempo    | Pos.     | Tempo      | Pos.       | Tempo   | Pos.    | Tempo         | Pos.          | Tempo   | Pos.  |
| --------------------------------- | ---------------- | -------- | -------- | ---------- | ---------- | ------- | ------- | ------------- | ------------- | ------- | ----- |
| Adriana Sanguineti                | Skiff simples    | 8:03.87  | 5 R      | 8:07.05    | 2 QF       | 7:57.84 | 5 SC/D  | 8:17.84       | 5 FD          | 7:49.31 | 24    |
| Alessia Palacios Valeria Palacios | Skiff duplo leve | 7:32.68  | 3 R      | 7:28.58    | 4 FC       | —       | —       | Não avançaram | Não avançaram | 7:12.27 | 14    |

Legenda: FA = Final A (disputa de medalha); FB = Final B (sem disputa de medalha); FC = Final C (sem disputa de medalha); FD = Final D (sem disputa de medalha); FE = Final E (sem disputa de medalha); FF = Final F (sem disputa de medalha); SA/B = Semifinais A/B; SC/D = Semifinais C/D; SE/F = Semifinais E/F; QF = Quartas; R = Repescagem

### Surfe
Surfistas peruanos confirmaram três vagas de shortboard para o Taiti. O atleta olímpico de Tóquio 2020, Lucca Messinas, garantiu sua indicação à equipe como o atleta não qualificado com melhor classificação no shortboard masculino nos Jogos Pan-Americanos de 2023, em Santiago, Chile. Enquanto isso, Sol Aguirre e Alonso Correa se classificaram para os jogos, após obterem uma das oito vagas elegíveis, para o feminino; e uma das seis vagas elegíveis, para homens; através dos Jogos Mundiais de Surfe de 2024 em Arecibo, Porto Rico.
| Atleta        | Evento    | Rodada 1  | Rodada 1 | Rodada 2                     | Rodada 3                  | Quartas                   | Semifinal                | Final / BM                 | Final / BM |
| Atleta        | Evento    | Resultado | Pos.     | Adversário Resultado         | Adversário Resultado      | Adversário Resultado      | Adversário Resultado     | Adversário Resultado       | Posição    |
| ------------- | --------- | --------- | -------- | ---------------------------- | ------------------------- | ------------------------- | ------------------------ | -------------------------- | ---------- |
| Alonso Correa | Masculino | 14.33     | 1 R3     | Bye                          | RSA J Smith V 15.00–12.20 | JPN R Inaba V 10.50–10.16 | FRA K Vaast D 9.60–10.96 | BRA G Medina D 12.43–15.54 | 4          |
| Lucca Mesinas | Masculino | 11.10     | 3 R2     | AUS J Robinson D 10.83–16.87 | Não avançou               | Não avançou               | Não avançou              | Não avançou                | =17        |
| Sol Aguirre   | Feminino  | 4.30      | 2 R2     | CHN Yang S D 4.50–8.67       | Não avançou               | Não avançou               | Não avançou              | Não avançou                | =17        |

### Tiro
Os atiradores peruanos alcançaram cotas de vagas para os seguintes eventos com base em seus resultados nos Campeonatos Mundiais ISSF de 2022 e 2023, Campeonatos das Américas de 2022 e 2024, Jogos Pan-Americanos de 2023 e Torneio de Qualificação Olímpica Mundial ISSF de 2024.
| Atleta                         | Evento                  | Qualificação | Qualificação | Final       | Final       |
| Atleta                         | Evento                  | Pontos       | Pos.         | Pontos      | Pos.        |
| ------------------------------ | ----------------------- | ------------ | ------------ | ----------- | ----------- |
| Nicolás Pacheco                | Skeet masculino         | 122          | 6            | 17          | 6           |
| Daniella Borda                 | Skeet feminino          | 116          | 19           | Não avançou | Não avançou |
| Nicolás Pacheco Daniella Borda | Skeet misto por equipes | 139          | 13           | Não avançou | Não avançou |

### Vela
Os velejadores peruanos qualificaram um barco em cada uma das seguintes classes no Campeonato Mundial de Vela de 2023 em Haia, Países Baixos; Jogos Pan-Americanos de 2023 em Santiago, Chile; e através de realocação.
Eventos eliminatórios
| Atleta     | Evento          | Regatas | Regatas | Regatas | Regatas | Regatas | Regatas | Regatas | Regatas | Regatas | Regatas | Regatas | Regatas | Regatas | Regatas | Regatas   | Regatas   | Regatas   | Regatas   | Regatas   | Regatas   | Pontos | Pos. | Regatas | Regatas | Regatas | Regatas | Regatas | Regatas | Regatas | Regatas | Regatas | Regatas | Regatas | Regatas | Regatas | Pos. |
| Atleta     | Evento          | 1       | 2       | 3       | 4       | 5       | 6       | 7       | 8       | 9       | 10      | 11      | 12      | 13      | 14      | 15        | 16        | 17        | 18        | 19        | 20        | Pontos | Pos. | QF      | SF1     | SF2     | SF3     | SF4     | SF5     | SF6     | F1      | F2      | F3      | F4      | F5      | F6      | Pos. |
| ---------- | --------------- | ------- | ------- | ------- | ------- | ------- | ------- | ------- | ------- | ------- | ------- | ------- | ------- | ------- | ------- | --------- | --------- | --------- | --------- | --------- | --------- | ------ | ---- | ------- | ------- | ------- | ------- | ------- | ------- | ------- | ------- | ------- | ------- | ------- | ------- | ------- | ---- |
| María Bazo | IQFoil feminino | 4       | 4       | 8       | 12      | 7       | 12      | 8       | 21      | 11      | 6       | 5       | 18.5    | 7.5     | 20.5    | Cancelado | Cancelado | Cancelado | Cancelado | Cancelado | Cancelado | 103    | 7 QF | 2 SF    | 3 EL    | —       | —       | —       | —       | —       | EL      | —       | —       | —       | —       | —       | 4    |

Eventos com regata da medalha
| Atleta              | Evento       | Regatas | Regatas | Regatas | Regatas | Regatas | Regatas | Regatas | Regatas | Regatas | Regatas | Regatas | Regatas | Regatas | Regatas | Regatas | Regatas | Pontos | Pos.              |
| Atleta              | Evento       | 1       | 2       | 3       | 4       | 5       | 6       | 7       | 8       | 9       | 10      | 11      | 12      | 13      | 14      | 15      | M*      | Pontos | Pos.              |
| ------------------- | ------------ | ------- | ------- | ------- | ------- | ------- | ------- | ------- | ------- | ------- | ------- | ------- | ------- | ------- | ------- | ------- | ------- | ------ | ----------------- |
| Stefano Peschiera   | Laser        | 6       | 1       | 14      | 11      | 20      | 14      | 12      | 4       | —       | —       | —       | —       | —       | —       | —       | 18      | 80     | Medalha de bronze |
| Florencia Chiarella | Laser Radial | 29      | 30      | 21      | 32      | 35      | 11      | 26      | 12      | 39      | —       | —       | —       | —       | —       | —       | EL      | 196    | 32                |

M = Regata da medalha; EL = Eliminado – não avançou para a regata da medalha